# Puncak Jaya
Il Puncak Jaya (ˈpuntʃak ˈdʒaja; letteralmente "cima gloriosa"), conosciuto anche come Monte Carstensz e Piramide Carstensz, con i suoi 4.884 metri è la cima più alta dell'Indonesia e dell'Oceania. È situata nella Nuova Guinea occidentale e appartiene alla catena montuosa Sudirman. Nella lingua locale, l'Amungme, la montagna è detta Nemangkawi Ninggok e la catena montuosa Dugunduguoo.
Si innalza in un territorio che dal 1963 appartiene all'Indonesia, stato transcontinentale tra Asia ed Oceania, ma geograficamente si trova in Oceania, essendo situato in Nuova Guinea.  Essendo la cima più alta dell'Oceania, rientra nelle cosiddette Sette Vette più alte della Terra; al contempo è anche la più alta vetta del pianeta situata in un'isola.
Fonti meno ufficiali, ma più numerose, stimano l'altezza del Puncak Jaya tra i 5.020 e i 5.040 metri. La regione in cui sorge è una zona molto calda sia per l'elevata sismicità sia per i frequenti scontri tra bande armate ed esercito indonesiano. 

## Storia

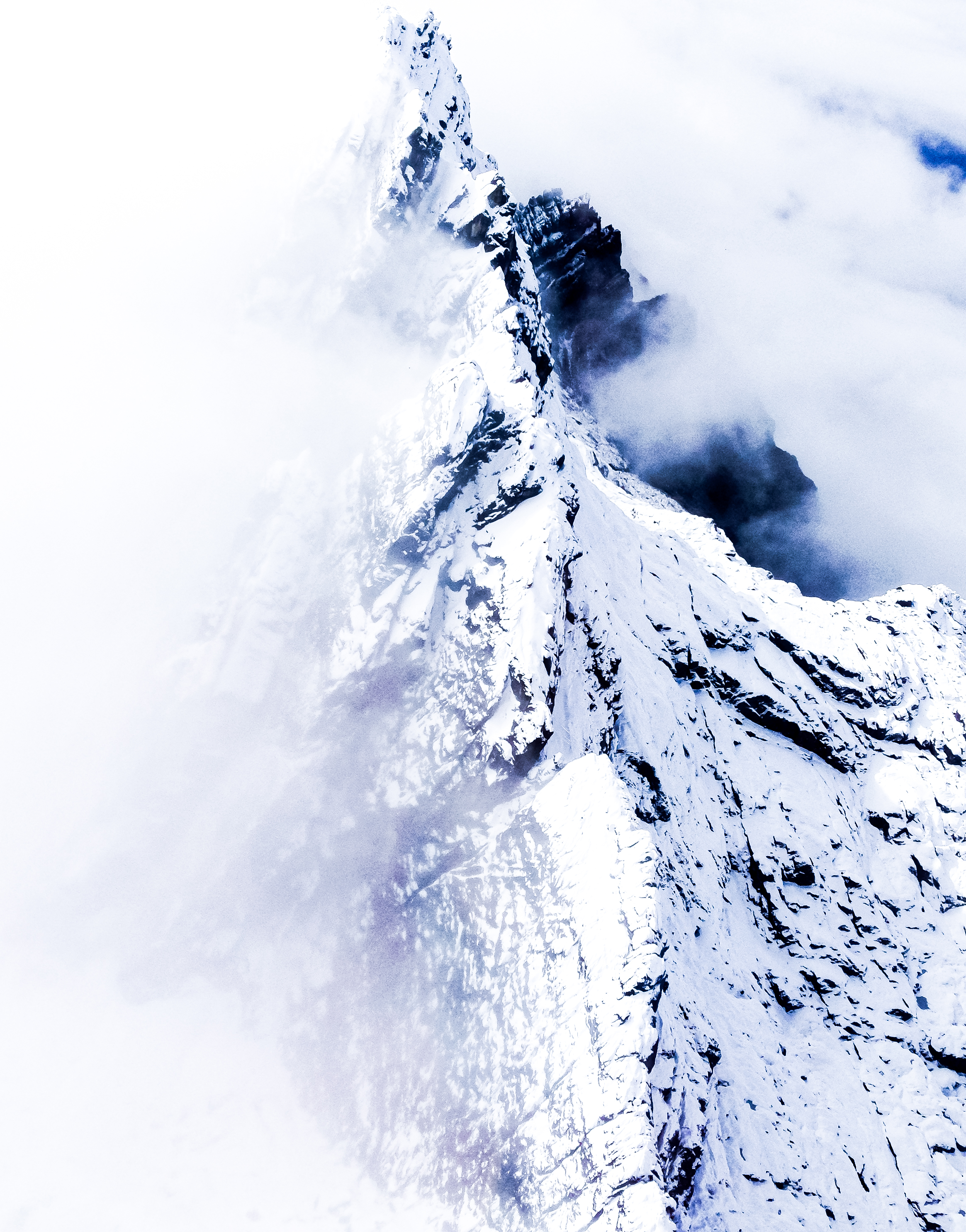
La cresta sommitale

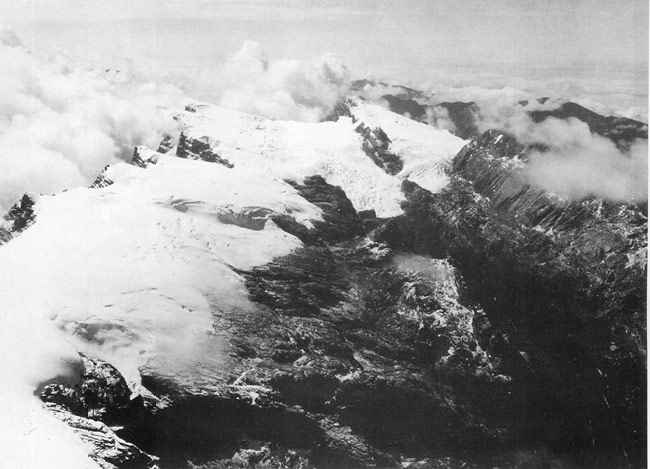
I ghiacciai del Puncak Jaya nel 1936

Calo dell'estensione dei ghiacci tra il 1990 e il 2003

Il primo europeo ad individuare la montagna fu l'esploratore olandese Jan Carstensz, nel 1623, in una giornata particolarmente tersa, vedendola in lontananza. Dal suo nome deriva quello con cui era conosciuta questa montagna in Europa fino a poco tempo fa. Carstensz non fu creduto quando sostenne che in prossimità dell'Equatore esisteva un rilievo sul quale era presente un importante ghiacciaio.
Si dovette attendere fino al 1909, affinché un altro esploratore, anche lui olandese, Hendrik A. Lorentz, raggiungesse il Puncak Jaya e il suo ghiacciaio. Il rapporto di questa spedizione portò alla nascita dell’attuale Parco Nazionale di Lorentz, che con i suoi oltre 25.000 chilometri quadrati di superficie e grazie alla sua biodiversità unica è entrato a far parte dei patrimoni dell’umanità UNESCO.
Nel 1962 una spedizione guidata da un alpinista austriaco, Heinrich Harrer riuscì finalmente a conquistare la vetta della montagna. Alla spedizione parteciparono anche Philip Temple, Russel Kippax e Albert Huizenga. Harrer è conosciuto per essere l'autore del libro Sette anni nel Tibet.
L'anno successivo, il 1963, quando l'Indonesia occupò questa provincia della Nuova Guinea, il monte fu ribattezzato Puncak Jaya (che in Indonesiano significa Picco della gloria), oppure addirittura Picco Sukarno in onore del primo presidente nonché dittatore dell'Indonesia indipendente.

## Descrizione

### Accesso
A partire dalla metà degli anni Novanta l'accesso alla montagna era consentito su rilascio di un permesso governativo, ma data l'instabilità politica attuale, oggi sono necessari 7 permessi nazionali e provinciali prima di poter scalare il Puncak Jaya. 
Dall’aeroporto di Timika, a circa 100 chilometri dalla montagna, è possibile raggiungere con un volo locale il piccolo villaggio di Mulia posto ai piedi della Piramide Carstensz.  Da qui inizia l'escursione di avvicinamento, che passa attraverso diversi ambienti naturali, dalla foresta tropicale ai laghetti alpini, da paesaggi innevati a pareti di roccia nuda, l'ascesa alla vetta dura circa 5 giorni attraverso l’intricata e inospitale foresta pluviale, dove è possibile pernottare solo in tenda e si è in balia delle tempeste tropicali e del rigido clima alpino. Il percorso passa in seguito per la parete nord e si sviluppa interamente su terreno roccioso presentando difficoltà sostenute. Si tratta di una cima poco frequentata, Il sentiero in cui ci si muove è molto insidioso e in caso di incidente durante la scalata difficilmente si potrà essere evacuati in elicottero.

### Clima
Nonostante il Puncak Jaya si trovi a soli 4° sotto l'Equatore, sulle sue pendici troviamo diversi tipi di climi: a seconda dell'altitudine si può passare dai 37° ai -10° della cima; può piovere per giorni interi e man mano che si sale la pioggia diventa neve.

### Ghiacciai
La cima del Puncak Jaya appare libera dal ghiaccio; invece sui suoi versanti si estendono il Ghiacciaio Carstensz e il Ghiacciaio Northwall (il Ghiacciaio Merem è scomparso nel 2000), di fatto il Puncak Jaya è una delle poche montagne tropicali su cui si possono trovare ghiacci perenni. Essendo la montagna in zona equatoriale, la sua massa di ghiaccio cambia solo lievemente durante l'anno, anche se è oggetto di deboli cicli stagionali. Tuttavia dalla metà del XIX secolo si è assistito ad un graduale anche se lieve decremento del volume del ghiacciaio, durato fino agli anni settanta del XX secolo. A partire da quel periodo, anche a causa dell'aumento medio della temperatura per effetto dei cambiamenti climatici, questo processo è divenuto più rapido, fino agli attuali minimi. Nel 2010 il paleoclimatologo Lonnie Thompson ha condotto una spedizione sulla montagna, verificando che i ghiacciai del Puncak Jaya si stanno ritirando di circa sette metri l'anno.

### Alpinismo
La montagna fa parte delle Sette vette, ossia le montagne più alte dei relativi sette continenti. Rappresenta perciò un obiettivo per scalatori esperti, richiedendo una buona esperienza nella scalata su roccia. La scalata presenta importanti difficoltà anche se non paragonabili ad altre facenti parte della sopracitata categoria (per esempio l'Everest). La via normale è la via di salita più utilizzata per la vetta e passa dalla parete nord, ma esistono altre due vie di salita: la "via della cresta orientale" e la "via diretta americana".